# Панюхин, Иван Вячеславович
Иван Вячеславович Панюхин (род. 20 апреля 1994) — российский самбист, победитель и призёр первенств России среди юниоров, чемпион мира среди юниоров, призёр первенств России среди молодёжи, бронзовый призёр Всероссийской молодёжной спартакиады 2014 года, призёр первенств России среди студентов, бронзовый призёр первенства России среди молодёжи по самбо 2017 года, победитель (2017), серебряный (2015, 2022) и бронзовый (2016) призёр Кубка России по дзюдо 2022 года, серебряный (2021) и бронзовый (2019) призёр чемпионатов России по самбо, победитель и призёр международных турниров по самбо, победитель Кубка мира по самбо 2023 года, 
мастер спорта России международного класса. Наставниками Панюхина в разное время были Исмагил Абдурахманов, Валерий Стенников и Александр Мельников. Выступает в весовой категории до 53 кг.

## Всероссийские соревнования
- Кубок России по самбо 2015 — ;
- Кубок России по самбо 2016 — ;
- Кубок России по самбо 2017 — ;
- Чемпионат России по самбо 2019 — ;
- Чемпионат России по самбо 2021 — ;
- Кубок России по самбо 2022 — ;
- Самбо на Всероссийской спартакиаде 2022 — ;